# Dumitru Diaconescu (deputat)
Dumitru Diaconescu (n. 14 iunie 1938) a fost un deputat român în legislatura 1990-1992, ales în județul Gorj pe listele partidului FSN. 
Dumitru Diaconescu a fost membru în grupurile parlamentare de prietenie cu Republica Libaneză, Mongolia, Canada, URSS, Republica Populară Chineză, Regatul Belgiei.